# Torvalla; Ängsmon västra
Torvalla; Ängsmon västra este o arie protejată (arie specială de conservare — SAC, sit de importanță comunitară — SCI) din Suedia întinsă pe o suprafață de 0,33 ha, integral pe uscat.

## Localizare
Centrul sitului Torvalla; Ängsmon västra este situat la coordonatele 63°08′29″N 14°45′26″E / 63.1415°N 14.7573°E.

## Înființare
Situl Torvalla; Ängsmon västra a fost declarat sit de importanță comunitară în mai 2006 pentru a proteja un număr necunoscut de specii din flora spontană și fauna sălbatică aflate în arealul zonei. Situl a fost protejat și ca arie specială de conservare în ianuarie 2014.

## Biodiversitate
Situată în ecoregiunea boreală, aria protejată conține 1 habitat natural: Fânețe montane.
La baza desemnării sitului se află un număr nedeclarat de specii protejate.